# Capriccio n. 24
Il Capriccio n. 24 in La minore è l'ultimo dei 24 Capricci scritti per solo violino da Niccolò Paganini. Viene considerato il più difficile tra questi ventiquattro brani. Nelle partiture originali di Paganini sono indicati i possibili dedicatari e questo numero è assegnato a "Nicolò Paganini, sepolto pur troppo.".

## Caratteristiche
Il pezzo presenta un tema, undici variazioni e un finale.

## Opere derivate
Il Capriccio n. 24 ha ispirato molte composizioni; eccone alcune:
- Leopold Auer - arrangiamento per violino e pianoforte, con aggiunta di alcune variazioni;
- Johannes Brahms – Variazioni su un tema di Paganini, Op. 35 (1862-63), per pianoforte, due libri;
- Boris Blacher - Variazioni su un tema di Paganini (1947), per orchestra;
- David Garrett – Paganini Rhapsody (2007);
- Benny Goodman – Caprice XXIV;
- Toshi Ichiyanagi – Paganini Personal, (1983-1986) per marimba e pianoforte;
- Franz Liszt - Studio n. 6 da Grandes études de Paganini, per pianoforte, S.140 (1838) - opera riveduta e ripubblicata nel 1851 come Six Grandes Études de Paganini, S.141;
- Andrew Lloyd Webber Variations (1978), per violoncello e orchestra rock;
- Witold Lutosławski - Variations su un tema di Paganini, per due pianoforti (1940-41); perr pianoforte e orchestra (1978);
- Denis Matsuev - Caprice No. 24 variations, Denis Matsuev Quartet, jazz (2010);
- Nathan Milstein Paganiniana, arrangiamento per violino solo del 24° Capriccio, con variazioni basate su altri Capricci (1944);
- Gregor Piatigorsky - Variazioni su un tema di Paganini, perr violoncello e orchestra (1946), successivamente arrangiate per violoncello e pianoforte;
- Sergej Vasil'evič Rachmaninov - Rapsodia su un tema di Paganini, Op. 43 (1934), per pianoforte e orchestra;
- Karol Szymanowski - Terzo movimento da Trzy kaprysy Paganiniego (3 Caprices de Paganini), Op. 40 (1918); per violino e pianoforte;
- Eugène Ysaÿe - Variazioni sul Capriccio n. 24 di Paganini, per violino e pianoforte, Op. postuma;